# 大阪府立伯太高等学校
大阪府立伯太高等学校（おおさかふりつはかたこうとうがっこう、英称：Osaka Prefectural Hakata High School）は、大阪府和泉市に所在する公立の高等学校。

## 概要
1978年に全日制普通科高校として開校した。、普通科総合選択制への改編ののち、2017年度から総合学科へと改編されている。30人学級を導入している。
普通科総合選択制当時は「生活・現代」「創造・表現」「文化・芸術」「国際・環境」「スポーツ・健康」「メディア・情報」の6つのエリアを設置し、多様な選択科目が開講されている。

## 沿革
- 1978年 - 4月1日に開校、同月8日にPTA発足。
- 1979年 - 5月31日にプール竣工、8月31日に体育館竣工。
- 2004年 - 普通科総合選択制に改編。
- 2017年 - 総合学科へ改編。

## 出身者
- 川添公二（俳優、ナレーター）
- ツネ（お笑いコンビ2700）
- まちゅ（お笑いタレント）
- 京口紘人（プロボクサー）

## 交通
- 西日本旅客鉄道阪和線和泉府中駅 東へ徒歩約10分